# ESRI
ESRI Inc. (Environmental Systems Research Institute) ist ein US-amerikanischer Softwarehersteller von Geoinformationssystemen (GIS). Das in Redlands in Kalifornien ansässige und vollständig im Privatbesitz befindliche Unternehmen wurde 1969 von Jack Dangermond gegründet, der auch heute noch Präsident der Gesellschaft ist. ESRI beschäftigt in den USA rund 3100 Mitarbeiter und erzielt einen Jahresumsatz von rund 794 Millionen US-Dollar. Das Unternehmen unterhält zehn Handelsbüros in den Vereinigten Staaten und weitere 80 weltweit.

## Produkte und Dateiformate
Siehe auch den Artikel ArcGIS.
Die wesentlichen Produkte sind Geoinformationssysteme und werden unter dem Namen ArcGIS als je eine Produktfamilie für den Desktopbereich, den Serverbereich und Onlinebereich zusammengefasst.
ArcGIS Desktop umfasst im Wesentlichen das Produkt ArcGIS Pro. Dieses wird in drei verschiedenen Lizenzstufen (unterschiedlicher Funktionsumfang) vertrieben und bietet die Verarbeitung und Darstellung von 2D- und 3D-Geodaten, eine ArcGIS Online Integration und Python 3 Support an. ArcGIS Pro ersetzt die alten Produkte ArcView, ArcEditor, ArcInfo, ArcReader und ArcGIS Explorer. Die Produktfamilie ArcGIS Enterprise wird hingegen durch den ArcGIS Server in verschiedenen Editionen (Ausbaustufen) gebildet. Dabei handelt es sich um Anwendungsdienste, mit dem die Funktionalität der ArcGIS Desktop Software auf eine onlinebasierte Umgebung erweitert werden kann und GIS-Tools und Geodaten zentral bereitgestellt werden. Ergänzt wird das Produktangebot durch ArcGIS Online. Dabei handelt es sich um eine Software as a Service Plattform, auf der Web-APIs, gehostete Karten-, Datenanalyse- und Geoverarbeitungsdienste und -programme zur gemeinsamen Nutzung vermarktet werden.
Die nativen Dateiformate dieser Produktgruppe werden durch Shapefile, Arc/Info Coverage und seit der Einführung von ArcGIS im Wesentlichen durch ESRI Geodatabase dargestellt. ESRI steht u. a. in Konkurrenz zu Autodesk, Manifold, Smallworld und MapInfo bzw. dem frei verfügbarem QGIS und weiteren freien Softwareprojekten der OSGeo.

## Distribution
Distributoren im deutschen Sprachraum sind die ESRI Deutschland GmbH in Kranzberg, die SynerGIS Informationssysteme GmbH in Wien und die ESRI Schweiz AG in Zürich. Bis zum 1. Juli 2009 firmierten die ESRI Deutschland GmbH als ESRI Geoinformatik GmbH und die ESRI Schweiz AG als ESRI Geoinformatik AG. ESRI-Software sowie eine Reihe angegliederter Dienstleistungen wie Schulungen, Beratung, Implementation, Anpassungen, Software-as-a-Service (Miete, Hosting) sind weiterhin über ein Netz autorisierter Fachhändler erhältlich.